# Хектор
Хектор (на гръцки: Έκτορας) в древногръцката митология е виден военачалник, предводител е на троянската войска по времето на Троянската война. Според Омир, той е най-големият син на владетелите на Троя Приам и Хекуба и така - брат на героя Парис (Александър) и на пророчицата Касандра. Негова съпруга е Андромаха, която по време на обсадата му ражда син – Скамандър (наричан от троянците Астианакс - Цар/Анакс на града).
Изследователи на древногръцкия епос обръщат внимание на факта, че името на Хектор не е свързано с никакви други събития, освен описаните в „Илиада“ и че погребалната му могила са показвали не в Троада (понастоящем - в Турция), а в Тива (сега - в Гърция), поради което предполагат, че всъщност Хектор произхожда от Беотия.

## Подвизи
Като вожд на троянската войска и се отличава със своята сила и храброст. У Омир Хектор е описван като страшен враг на гърците (ахейците), който убива много гръцки герои, но за участието на Хектор във военните действия през първата година на Троянската война, източниците съобщават само, че от неговата ръка е загинал Протесилай, първият грък стъпил на троянска земя. Хектор се прославя най-вече в последната, десета година от войната. На два пъти влиза в единоборство/двубой с Аякс Теламонид – най-силния след Ахил ахейски герой. Под негово ръководство троянците нападат укрепения лагер на ахейците, достигат корабите им и успяват да подпалят един от тях. Тъкмо по това време, според "Илиада" Ахил отказва да участва в сраженията, сърдит на цар Агамемнон за това, че го е унизил, отнемайки му робинята му Бризеида. Неговия приятел Патрокъл взема доспехите му и се опитва да го замести, но пред самите врати на Троя е убит от Хектор.  Следва единоборство между Ахил и Хектор, в което последният след дълга гонитба около целия град (използвана впоследствие от Хайнрих Шлиман за да открие местоположението му - на хълма Хисарлък, където преди това прави разкопки и Франк Калвърт) загива пред Скейските порти, предсказвайки близката смърт на Ахил.
- Връщането на тялото на Хектор в Троя
- Андромаха оплаква тялото на Хектор

## Връщане на тялото на Хектор
Жаден да отмъсти за смъртта на любимия си Патрокъл, Ахил привързва тялото на мъртвия вече Хектор към своята колесница и обикаляйки около стените на Троя го влачи зад нея. Въпреки че Ахил осквернява тялото на Хектор, нито диви зверове, нито разложение не го достига. Мъртвият Хектор е пазен от бог Аполон, който нееднократно му помага и докато е жив и на два пъти му възвръща силите в единоборствата в Аякс. Помага му и в боя с Ахил. Поддръжката, която оказва Аполон на Хектор служи по-късно за разпространение на идеята, че Хектор е син на самия бог. Аполон първи издига глас в защита на убития Хектор на съвета на боговете, след който Ахил получава заповед от Зевс да предаде тялото на убития на Приам, за да му устрои той почетно погребение. Сцената, в която опечаления Приам моли Ахил да му даде тялото на сина му срещу голяма сума пари, е една от най-известните и емоционални сцени в „Илиада“.

## В изкуството
- Във филма "Троя", Хектор е представен от актьора Ерик Бана.